# Petrus Weiland

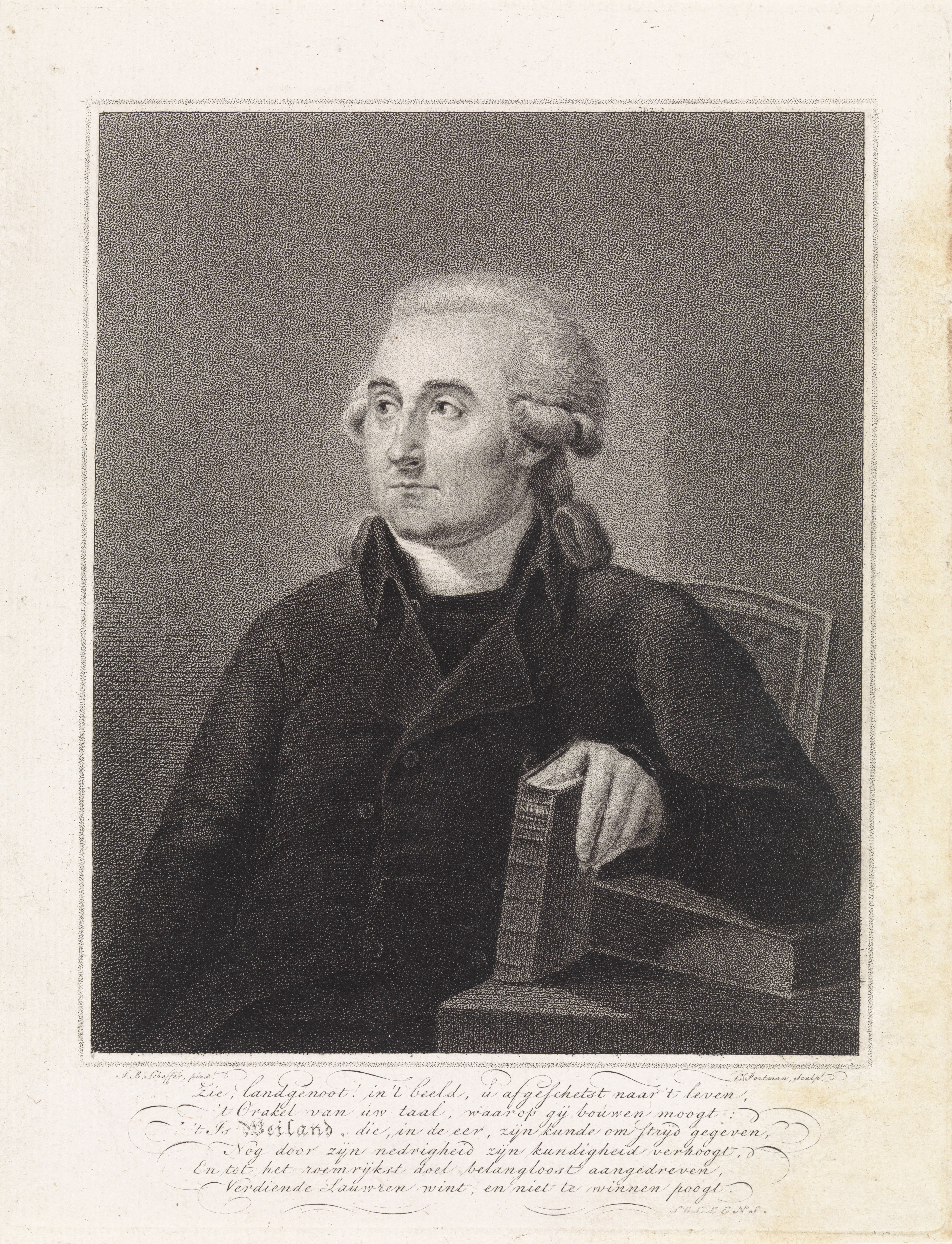
Pieter Weiland, taalkundige en remonstrants predikant

Petrus Weiland (Amsterdam, 5 november 1754 - Rotterdam, 26 januari 1841), geboren als Pieter Weiland, was een Nederlandse remonstranse predikant, die zich aan het einde van de achttiende eeuw en in het begin van de negentiende eeuw prominent bezighield met de grammatica en lexicologie van het Nederlands.

## Jeugd
Pieters vader Andreas Weiland overleed op vroege leeftijd. Pieters moeder, Catrina van Eybergen, besloot toen eerst zich in Kampen en daaropvolgend in Gouda te vestigen. In Gouda werd Pieter opgeleid aan de Latijnse school.

## Theologische studie en werkzaamheid
Weiland studeerde van 1771-1779 als bursaal theologie aan de universiteit van Leiden. Hij werd geen predikant in de Gereformeerde Kerk zoals aanvankelijk zijn bedoeling was, maar sloot zich in 1779 aan bij de Remonstrantse Broederschap. Om deze reden verleende stadhouder Willem V hem ontslag. Na nadere studie aan het Remonstrants Seminarium diende hij de remonstranten vanaf 1781 als voorganger. Zijn eerste standplaats was Woerden, kort daarna vertrok hij naar Utrecht. Hij behoorde tot de vrijzinnige vleugel binnen de broederschap, maar ijverde ook voor de vereniging van alle protestanten in Nederland binnen één kerkgenootschap.Van 1785 tot aan zijn emeritaat in 1825 vanwege zijn verminderde zichtvermogen was zijn standplaats in Rotterdam.

## Andere interesses
In 1789 voegde Weiland zich bij de Maatschappij der Nederlandse Letterkunde. Hij moet afgeweten hebben van het nooit gerealiseerde plan van de Maatschappij om een algemeen woordenboek van het Nederlands uit te brengen. Hij stelde in 1796 voor om zelf een woordenboek te vervaardigen. De Maatschappij stelde hem hiertoe het materiaal beschikbaar dat men verzameld had voor hun woordenboekontwerp. Het resultaat was het Nederduitsch taalkundig woordenboek, dat van 1799 tot 1811 in elf delen verscheen.
In politiek opzicht behoorde Weiland tot de patriotten. In 1798 werd hem de post van agent van Binnenlandse Zaken aangeboden, wat vergelijkbaar is met de huidige minister van Binnenlandse Zaken en Koninkrijksrelaties, maar dit aanbod sloeg hij af.

## Taalkundige werkzaamheid
Weiland kreeg in 1801 van de overheid opdracht om een Nederlandse grammatica op te stellen. Gelijktijdig authoriseerde de regering ook de spelling-Siegenbeek. In 1805 publiceerde hij de Nederduitsche spraakkunst, een vroege prescriptieve schrijftaalgrammatica van het Nederlands die - aanbevolen door het Staatsbewind - "een bijna wettig gezag" had. Het aantal voorgeschreven naamvallen, traditioneel zes in aantal, verminderde hij tot vier. Onder koning Lodewijk Napoleon ontvingen deze grammatica en spelling ook ondersteuning van overheidswege als onderdeel van een initiatief om het gebruik van het Nederlands als bestuur- en cultuurtaal te bevorderen. Na de inlijving bij het Franse keizerrijk werd het Frans de bestuurtaal. Het felste verzet kwam aanvankelijk vooral van Bilderdijk, die zijn pijlen met name op Siegenbeek richtte.
Zijn belangrijkste woordenboek was het Nederduitsch taalkundig woordenboek (1799-1811). Hij bracht echter ook verscheidene andere woordenboeken uit, waaronder verschillende meerdelige, zoals het Beknopt Nederduitsch taalkundig woordenboek (1826-1830) en het Nederduitsch letterkundig woordenboek (1843-1844). Het Kunstwoordenboek (1824). In de eerste helft van de negentiende eeuw golden zijn woordenboeken als toonaangevend.
Koning Willem I bood Weiland in 1815 een hoogleraarschap in de Nederlandse taal en letterkunde aan de Universiteit Utrecht aan, maar deze betrekking weigerde hij vanwege gezondheidsredenen.
Zowel in zijn woordenboeken als in zijn grammatica was Weiland zeer sterk beïnvloed door de Duitse taalkundige Johann Christoph Adelung. Zo besteedde Weiland net zoals Adelung relatief veel aandacht aan syntaxis in zijn spraakkunst. Later stelden critici dat Weiland al te gemakkelijk Duitse taalconstructies overnam. Naast taalkundige werken heeft hij ook preken, gedichten en devotionele lectuur geschreven. Volgens Abraham Jacob van der Aa was Weilands dichtwerk niet van hoog niveau; hij stelt "dat zijn' roem als dichter niet ver zou geklonken hebben".